# Р-27 (балістична ракета)
Р-27 (Індекс ГРАУ ВМФ: 4К10, за класифікацією МО США та НАТО: SS-N-6 Mod 1, Serb) — радянська одноступінчаста рідинна балістична ракета підводних човнів, що перебувала на озброєнні підводних сил ВМФ СРСР у 1960—1980-х роках. Розроблена в СКБ-385 під керівництвом головного конструктора Макєєва В. П. з 1962 по 1968 рік. Прийнята на озброєння 13 березня 1968 року. У складі ракетного комплексу Д-5 входила до складу озброєння атомних підводних човнів проєктів 667А та 667АУ. Основним завданням при створенні ракетного комплексу з ракетою Р-27 визначалася ліквідація відставання від американських ракет цього класу. Модифікацію Р-27У знято з озброєння в 1989 році.
Ракета була родоначальницею радянського морського рідинного ракетобудування і призначалася для ураження стратегічних об'єктів на середніх дальностях. На підводних човнах проєктів 667А, 667АУ розміщувалися в ракетному комплексі Д-5 з боєкомплектом 16 ракет. Д-5 прийнято на озброєння ВМФ у 1968 році, Д-5У — у 1974 році.
У ракеті реалізована сукупність схемно-компонувальних та конструктивно-технологічних рішень, що стали базовими для всіх наступних типів рідинних ракет для АПЧ:
- цільнозварні конструкції корпусу ракети;
- введення «утопленої» схеми рухової установки — розташування двигуна в баку пального;
- застосування гумометалевих амортизаторів та розміщення елементів стартової системи на ракеті;
- заводська заправка ракет довгозберігаючими компонентами палива з наступною ампулізацією баків;
- автоматизоване керування передстартовою підготовкою та залповою стрільбою.

## Історія
24 квітня 1962 року вийшла Постанова Ради Міністрів СРСР № 386—179 про розробку нової ракети Р-27 комплексу Д-5 для озброєння нових атомних ракетних підводних човнів проєкту 667А. Рішення прийнято у зв'язку з тим, що щойно прийнята на озброєння радянського ВМФ ракета Р-21 комплексу Д-4 мала дальність стрільби 1400 км й істотно поступалася за основними характеристиками американським ракетам Polaris A1 (1960, 2200 км) і Polaris A2 (1962, 2800 км). Крім того, кількість балістичних ракет на американському човні становила 16 одиниць, тоді як на типовому радянському ракетному підводному човні — 3.

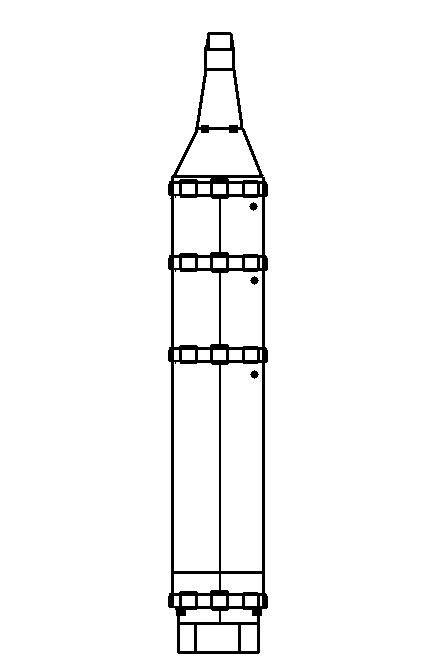
Схематичне зображення балістичної ракети Р-27

Головним розробником ракети та комплексу було призначено СКБ-385, головний конструктор — Макєєв В. П.
18 січня 1967 з глибини 45 м при швидкості човна 3 вузли був здійснений перший пуск макета ракети 4К10. У серпні 1967 року на Північному флоті розпочалися повномасштабні випробування всього ракетного комплексу. Пуски здійснювалися з головного підводного човна проєкту 667А — К-137 «Ленінець».
13 березня 1968 постановою Ради Міністрів СРСР № 162-16 комплекс Д-5 з ракетою Р-27 було прийнято на озброєння.

## Тактико-технічні характеристики
|                                             | Р-27                                                                    | Р-27У                                                                   | Р-27У                                                                   | Р-27К                                                                   |
| ------------------------------------------- | ----------------------------------------------------------------------- | ----------------------------------------------------------------------- | ----------------------------------------------------------------------- | ----------------------------------------------------------------------- |
| Тип ракети                                  | БРПЧ                                                                    | БРПЧ                                                                    | БРПЧ                                                                    | ПКР                                                                     |
| Індекс ГРАУ                                 | 4К10                                                                    |                                                                         |                                                                         | 4К18                                                                    |
| Код СНО                                     | РСМ-25                                                                  | РСМ-25                                                                  | РСМ-25                                                                  |                                                                         |
| Код НАТО                                    | SS-N-6 Mod 1 «Serb»                                                     | SS-N-6 Mod 2 «Serb»                                                     | SS-N-6 Mod 3 «Serb»                                                     | SS-NX-13                                                                |
| Комплекс                                    | Д-5                                                                     | Д-5У                                                                    | Д-5У                                                                    |                                                                         |
| Носій (підводний човен)                     | проєкт 667А                                                             | проєкт 667АУ                                                            | проєкт 667АУ                                                            | проєкт 605                                                              |
| Кіл-сть ПУ                                  | 16                                                                      | 16                                                                      | 16                                                                      | 4                                                                       |
| ТТХ ракети                                  |                                                                         |                                                                         |                                                                         |                                                                         |
| Кіл-сть ступенів                            | 1                                                                       | 1                                                                       | 1                                                                       | 2                                                                       |
| Двигун                                      | РРД 4Д10                                                                | РРД                                                                     | РРД                                                                     | РРД                                                                     |
| Масогабаритні показники                     |                                                                         |                                                                         |                                                                         |                                                                         |
| Маса ракети, кг                             | 14 200                                                                  | 14 200                                                                  | 14 200?                                                                 | 13 250                                                                  |
| Довжина, мм                                 | 8890                                                                    | 8890                                                                    | 8890                                                                    | ~9000                                                                   |
| Діаметр, мм                                 | 1500                                                                    | 1500                                                                    | 1500                                                                    |                                                                         |
| Корисне навантаження                        |                                                                         |                                                                         |                                                                         |                                                                         |
| Маса головної частини, кг                   | 650                                                                     | 650                                                                     | 3×170 кг                                                                | ?                                                                       |
| Тип головної частини                        | моноблочна                                                              | моноблочна                                                              | РГЧ РТ                                                                  | ГЧ із самонаведенням                                                    |
| Потужність ядерного заряду                  | 1 Мт (0,6—1,2 Мт)                                                       | 1 Мт (0,6—1,2 Мт)                                                       | 3×0,2 Мт (3×0,1—0,8 Мт)                                                 |                                                                         |
| КІВ, км                                     | 1,9 (1,1)                                                               | 1,3—1,8                                                                 | 1,3—1,8                                                                 |                                                                         |
| Параметри траєкторії                        |                                                                         |                                                                         |                                                                         |                                                                         |
| Швидкість на кінцевій активній ділянці, м/с | 4400                                                                    |                                                                         |                                                                         |                                                                         |
| Висота на кінцевій активній ділянці, км     | 120                                                                     |                                                                         |                                                                         |                                                                         |
| Час активної ділянки, с                     | 128,5                                                                   |                                                                         |                                                                         |                                                                         |
| Максимальна висота, км                      | 620                                                                     |                                                                         |                                                                         |                                                                         |
| Максимальна дальність, км                   | 2500 (2400)                                                             | 3000 (3200)                                                             | 2500 (3200)                                                             | 900                                                                     |
| Зустрічна швидкість із ціллю, м/с           | 300                                                                     |                                                                         |                                                                         |                                                                         |
| Загальні дані                               |                                                                         |                                                                         |                                                                         |                                                                         |
| Розробник                                   | СКБ-385 (ГРЦ ім. Макеєва)                                               | СКБ-385 (ГРЦ ім. Макеєва)                                               | СКБ-385 (ГРЦ ім. Макеєва)                                               | СКБ-385 (ГРЦ ім. Макеєва)                                               |
| Конструктор                                 | Макеєв В. П.                                                            | Макеєв В. П.                                                            | Макеєв В. П.                                                            | Макеєв В. П.                                                            |
| Початок розроблення                         | 24 квітня 1962                                                          | 10 червня 1971                                                          | 10 червня 1971                                                          |                                                                         |
| Пуски зі стенда                             | вересень 1965 — серпень 1967                                            | не проводились                                                          | не проводились                                                          |                                                                         |
| Пуски з ПЧ                                  | грудень 1972 — листопад 1973                                            | вересень 1972 — серпень 1973                                            | вересень 1972 — серпень 1973                                            |                                                                         |
| Прийняття на озброєння                      | 13 березня 1968                                                         | 4 січня 1974                                                            | 4 січня 1974                                                            | не прийнято                                                             |
| Виготовлювач                                | Златоустівський машинобудівний завод Красноярський машинобудівний завод | Златоустівський машинобудівний завод Красноярський машинобудівний завод | Златоустівський машинобудівний завод Красноярський машинобудівний завод | Златоустівський машинобудівний завод Красноярський машинобудівний завод |